# Isaack Dusart
Isaack Dusart, ook gespeld als Ducart (Utrecht, gedoopt op 10 april 1628 – Amsterdam, begraven op 8 oktober 1699) was een Noord-Nederlandse schilder, gespecialiseerd in textielkunst. Hij stond vooral bekend om zijn verfijnde schilderijen van bloemen op atlaszijde.
Hij was de zoon van Jan Dusart (ca. 1591-1646), een zijdeverver, en Maria Weylant (ca. 1592-1666). Dusart trouwde drie keer: op 27 maart 1661 met Catharina van Valkenburg, de dochter van een zijdehandelaar, daarna op 23 maart 1667 met Geertruyd Mess, en ten slotte op 30 augustus 1681 met Anna Brugman. Uit zijn tweede huwelijk werd zijn dochter Maria geboren.
Dusart verbleef lange tijd in Engeland, waar hij de techniek van het schilderen op zijde leerde, mogelijk met de hulp van zijn eerste vrouw. Na zijn terugkeer vestigde hij zich in Heemstede, Haarlem, en uiteindelijk in Amsterdam, waar hij tot zijn dood in 1699 actief bleef als kunstenaar.
- Biografisch Portaal: 08965970
- Digitale Bibliotheek voor de Nederlandse Letteren: duca006
- RKD-Nederlands Instituut voor Kunstgeschiedenis: 494157